# Love Nest on Wheels
Love Nest on Wheels és un curtmetratge d'Educational Pictures del 1937 dirigit per Buster Keaton i Charles Lamont. La pel·lícula pren molt en préstec la pel·lícula de Keaton de 1918 The Bell Boy.
La pel·lícula és notable perquè és una de les poques vegades que Buster Keaton va aparèixer a la pantalla amb la seva família, amb qui havia actuat al vodevil.

## Trama
Elmer i la seva família dirigeixen un hotel que està a punt de tancar tret que paguin la hipoteca al final del dia. Una parella acabada de casar arriba a l'hotel i ràpidament no es deixa impressionar per l'estat ruïnós en què es troba. L'Elmer els convenç de comprar un tràiler que li pertany, raonant que podran passar la seva lluna de mel viatjant pel país en comptes de fer-ho a l'hotel. La parella accepta comprar el tràiler, però l'Elmer descobreix que el seu oncle Jed ha estat utilitzant el tràiler per allotjar una vaca que ara és massa gran per sortir. Els representants del banc arriben per tancar l'hotel, però la família aconsegueix alliberar la vaca del remolc i vendre-la amb èxit a la parella a temps per pagar la seva hipoteca.

## Repartiment
- Buster Keaton... 	Elmer
- Myra Keaton 	... 	Mare d'Elmer
- Al St. John 	... 	Oncle Jed
- Lynton Brent... 	 El nuvi
- Diana Lewis 	... 	La núvia
- Bud Jamison... El titular de la hipoteca
- Louise Keaton... La germana d'Elmer
- Harry Keaton... el germà d'Elmer